# Phryganogryllacris aruana
Phryganogryllacris aruana är en insektsart som först beskrevs av Heinrich Hugo Karny 1931.  Phryganogryllacris aruana ingår i släktet Phryganogryllacris och familjen Gryllacrididae. Inga underarter finns listade i Catalogue of Life.